# San Agustín el Porvenir
San Agustín el Porvenir är en ort i Mexiko.   Den ligger i kommunen Socoltenango och delstaten Chiapas, i den sydöstra delen av landet, 800 km sydost om huvudstaden Mexico City. San Agustín el Porvenir ligger 604 meter över havet och antalet invånare är 121.
Terrängen runt San Agustín el Porvenir är kuperad västerut, men österut är den platt. Runt San Agustín el Porvenir är det ganska glesbefolkat, med 35 invånare per kvadratkilometer. Närmaste större samhälle är Tzimol, 18,4 km öster om San Agustín el Porvenir. Omgivningarna runt San Agustín el Porvenir är en mosaik av jordbruksmark och naturlig växtlighet.